# دومنیکو گامبینو
دومنیکو گامبینو (ایتالیایی: Domenico Gambino؛ ۱۷ مه ۱۸۹۱ – ۷ مه ۱۹۶۸) یک هنرپیشه، کارگردان، و فیلم‌نامه‌نویس اهل ایتالیا بود.